# Raquel Ilonbé
Raquel Ilonbé, también llamada Raquel Ilombe, seudónimo de Raquel del Pozo Epita, (Corisco, Guinea Española, 1931 - 1992) fue una escritora ecuatoguineana nacida durante la época colonial española. Pasa a la historia por ser la primera escritora ecuatoguineana que publica su obra en español, con su poemario Ceiba en 1978.
De madre guineana y padre español, Ilonbé se desplaza a España, a la provincia de Burgos, con sus padres antes de cumplir el primer año de vida. Estudia Música y Declamación en el Conservatorio de Madrid. Sólo volverá a Guinea Ecuatorial después de muchos años, tras haberse casado.
Su obra no recoge el exilio como es el caso de otros autores ecuatoguineanos de la diáspora y el tema no aparece en su obra, sino que se centra en la búsqueda de sus orígenes, su identidad y la añoranza por su África natal.
La colección de poemas Ceiba (1978) en Madrid es su primera publicación literaria y la sitúa, asimismo, como la primera autora ecuatoguineana que publica su obra. Escrita entre 1966 y 1978 entre las ciudades de Madrid y Bata, Ilombe da rienda suelta a su añoranza por su país natal, integrando a la perfección los elementos africano y español dentro de su lírica. Inéditos quedaron los poemarios Nerea, Ausencia, Amor y Olvido, así como más de un centenar de poemas, hasta que han sido recopilados por los profesores Benita Sampedro Vizcaya y Baltasar Fra Molinero, recogidos bajo el título Ceiba II (2014).
En 1981 publica Leyendas guineanas, una recopilación de 8 leyendas y cuentos tradicionales fang, bubi y ndowé. Para conseguir el material del libro, tuvo que recorrer los rincones menos conocidos de país para recoger una tradición que estaba desapareciendo. Es el primer libro infantil de la literatura ecuatoguineana.

## Reconocimientos
El 12 de octubre del 2011, el Centro Cultural de España en Malabo crea el premio especial dedicado a "Raquel Ilonbé" dirigido a las escritoras ecuatoguineanas dentro de su certamen anual "Día de la Hispanidad/Los mares de Guinea Ecuatorial".

## Obras
- Ceiba[5] (1978)
- Nerea (incluida en Ceiba II)
- Ausencia (incluida en Ceiba II)
- Amor (incluida en Ceiba II)
- Olvido (incluida en Ceiba II)
- Leyendas guineanas (1981)
- Ceiba II[6][7] (2014)